# Norma Major
Pour les articles homonymes, voir Major (homonymie).
Norma Christina Elizabeth Major, née Norma Johnson le 12 février 1942, est l'épouse du Premier ministre britannique John Major, en poste de 1990 à 1997.
Ils ont deux enfants un fils - James - et une fille - Elizabeth.